# Kirsten Fenckerová
Kirsten L. Fenckerová (nepřechýleně Fencker; * 3. září 1979) je grónská politička, úřednice a ministryně zdravotnictví v Egedeho vládě.

## Životopis
Kirsten Fenckerová absolvovala v roce 2005 školení jako kancelářská asistentka. V letech 2007 až 2014 pracovala ve středisku odborného vzdělávání Piareersarfik, v pozdějších letech jako jeho vedoucí. V roce 2015 absolvovala program na Grónské univerzitě v oboru organizace a řízení. V letech 2014 až 2016 pracovala jako koordinátorka projektů a zastupující vedoucí oddělení na Ministerstvu financí Grónska. V letech 2016–2020 vedla státní zdravotnickou organizaci Paarisa. V letech 2020–⁠2021 byla vedoucí sekretariátu Ústavní komise. V dubnu 2021 jmenována ministryní zdravotnictví ve vládě Múte Bourupa Egedeho. Ve funkci čelila zejména nárůstu nakažených nemocí covid-19 v Grónsku. Ministerstvo zdravotnictví zavedlo řadu restrikcí, avšak apelovalo hlavně na zodpovědnost obyvatel.
Počátkem ledna 2022 požádala o dočasnou nemocenskou dovolenou z důvodu vyčerpání ze stresu ve funkci a v čele resortu jí dočasně zastoupil Pele Broberg. Tyto problémy se u ní vyskytly již koncem předchozího roku. Do funkce se vrátila 14. února 2022.
Kirsten Fenckerová je od roku 2007 provdaná za hudebníka Nina Fenckera, s nímž má tři dcery.